# Torrenticnemis filicornis
Torrenticnemis filicornis är en trollsländeart som beskrevs av Maurits Anne Lieftinck 1949. Torrenticnemis filicornis ingår i släktet Torrenticnemis och familjen flodflicksländor. Inga underarter finns listade i Catalogue of Life.